# Przęśl chińska
Przęśl chińska (Ephedra sinica) – gatunek niewysokiego (do 40 cm wysokości)  krzewu z rodziny przęślowatych (Ephedraceae). Występuje we wschodniej Azji.

## Morfologia
ŁodygaCienkie, cylindryczne, jasnozielone lub żółtawozielone łodygi o długości do 30 cm i średnicy 1–3 mm. Podłużnie prążkowane i lekko szorstkie. Długość międzywęźli waha się między 1 a 6 cm.
LiścieLiście naprzeciw i nakrzyżległe, zredukowane do pochew otaczających łodygę. Mają drobniutkie blaszki o długości 1,5–4 mm z 2 łatkami (rzadko 3) które są trójkątne i ostro zakończone. Szczyt szarawobiały, nasada rurkowata i czerwonawobrunatna lub czarnobrunatna.

## Zastosowanie

### Roślina lecznicza
Surowiec zielarskiZiele przęśli (Ephedrae herba) – wysuszone zielne łodygi przęśli skrzypowatej, przęśli chińskiej oraz Ephedra intermedia o zawartości minimum 1,0% efedryny.

## Znaczenie w hinduizmie
Przęśl tego gatunku wskazywana jest przez część badaczy (za Harry Falkiem), jako mogąca odpowiadać roślinie soma. Pędy takiej rośliny były wykorzystywane, zgodnie z brzmieniem staroindyjskich pism Wed, do sporządzania napoju rytualnego również o nazwie soma.